# Hemidactylus palaichthus
Hemidactylus palaichthus là một loài thằn lằn trong họ Gekkonidae. Loài này được Kluge mô tả khoa học đầu tiên năm 1969.